# ガンダッバ身相応
「ガンダッバ身相応」（ガンダッバしんそうおう、巴: Gandhabbakāya-saṃyutta, ガンダッバカーヤ・サンユッタ）とは、パーリ仏典経蔵相応部に収録されている第31相応。漢訳で「乾闥婆相応」（けんだつばそうおう）等とも。

## 構成
全112経から成るが、大部分が省略されている。
1. Suddhika-sutta
2. Sucarita-sutta
3. Mūlagandhadātā-sutta

- 4-12. Sāragandhādidātā-sutta-navaka
- 13-22. Mūlagandhadānūpakāra-sutta-dasaka
- 23-112. Sāragandhādidānūpakāra-sutta-navutika

## 日本語訳
- 『南伝大蔵経・経蔵・相応部経典3』（第14巻） 大蔵出版
- 『原始仏典II 相応部経典3』 中村元監修 春秋社